# Георг Албрехт фон Бранденбург-Кулмбах (1619 – 1666)
Георг Албрехт фон Бранденбург-Кулмбах (на немски: Georg Albrecht von Brandenburg-Kulmbach; * 20 март 1619 в Байройт; † 27 септември 1666 в Байройт) е неуправляващ маркграф на франкското княжество Бранденбург-Кулмбах и основател на страничната линия Кулмбах-Бранденбург на фамилията Хоенцолерн. Двама негови внуци поемат управлението в княжество Байройт.
Той е вторият син на маркграф Кристиан фон Бранденбург-Байройт (1581 – 1655) и съпругата му Мария от Прусия (1579 – 1649), дъщеря на Албрехт Фридрих, херцог на Прусия.
По баща е внук на бранденбургския курфюрст Йохан Георг.
По-големият му брат Ердман Август (1615 – 1651), наследствения принц на Бранденбург-Байройт, умира през 1651 г., четири години преди баща им, и е последван от син му Кристиан Ернст.

## Фамилия
Георг Албрехт се жени в Байройт на 10 декември 1651 г. за принцеса Мария Елизабет фон Шлезвиг-Холщайн-Зондербург-Глюксбург (1628 – 1664), дъщеря на Филип фон Шлезвиг-Холщайн-Зондербург-Глюксбург и София Хедвиг, дъщеря на херцог Франц II фон Саксония-Лауенбург. Те имат 6 деца: 
- Христиан Филип (1653 – 1653)
- София Амалия (1655 – 1656)
- Георг Фридрих (1657 – 1658)
- Ердман Филип (1659 – 1678)
- Христиан Хайнрих (1661 – 1708), женен на 14 август 1687 г. за графиня София Кристиана фон Волфщайн (1667 – 1737)
- Карл Август (1663 – 1731)

В Колдиц на 11 ноември 1665 г. Георг Албрехт се жени втори път за графиня София Мария Маргарета фон Золмс-Барут-Вилденфелс (1626 – 1688), вдовица фон Шьонбург-Лихтенщайн. Те имат един син:
- Георг Албрехт (1666 – 1703), женен (морганатичен брак) в Алт Кинсберг, Бохемия на 7 май 1699 г. за Регина Магдалена Лутц (1678 – 1755).